# Cúp Nhà vua (cầu mây Thái Lan)

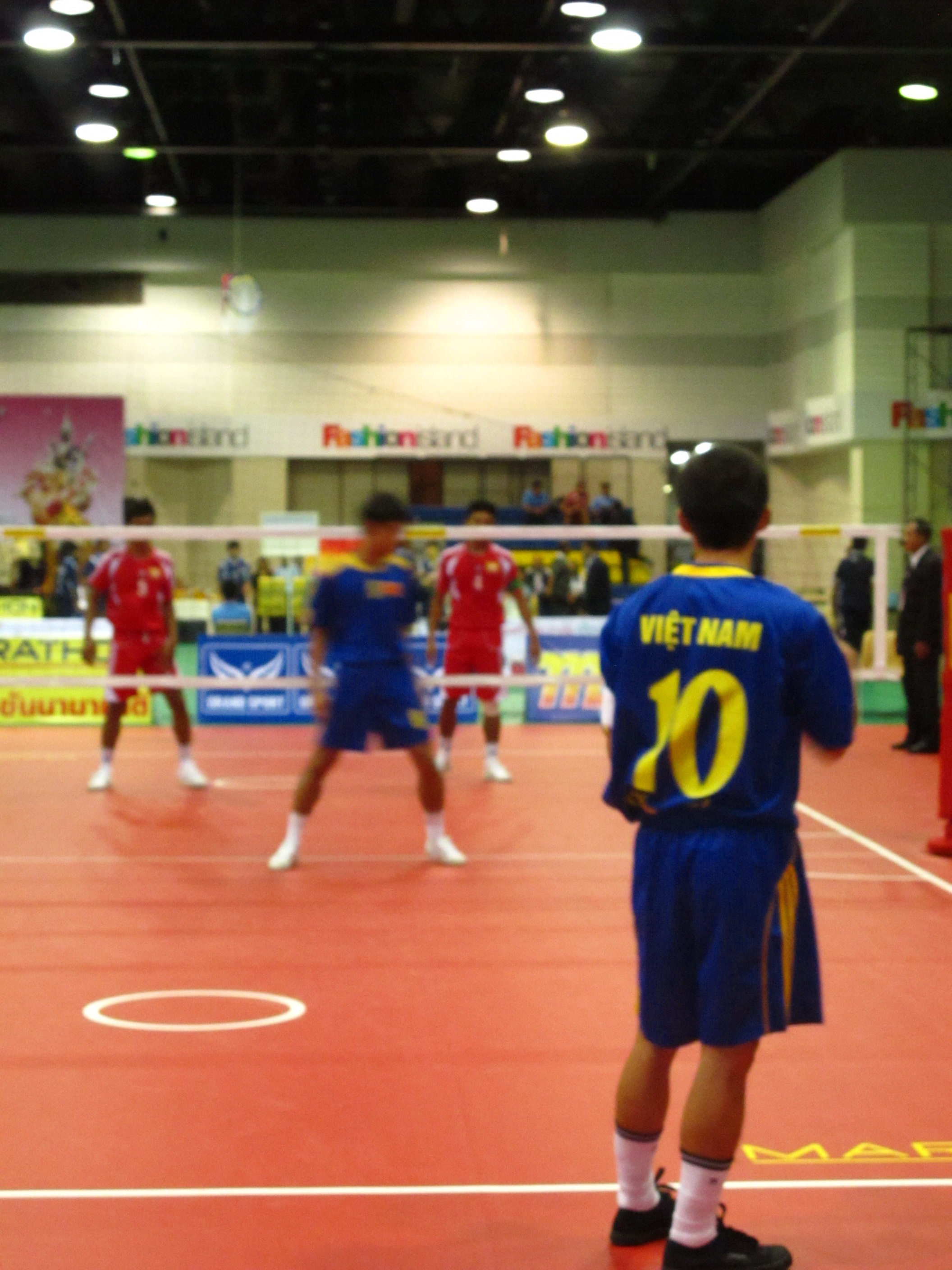
Đội Việt Nam tại King's Cup Sepaktakraw World Championship.

Cúp Nhà vua (tiếng Thái: คิงส์คัพ; tiếng Anh: King's Cup) là một cuộc tranh tài nhiều bộ môn được tổ chức hàng năm tại Thái Lan. Những đội tham dự thường là khách mời.
Những bộ môn thường được tranh tài tại Cúp Nhà vua là bóng đá, boxing, cầu mây, Muay Thái, đua thuyền buồm... Trong đó, cúp bóng đá nhiều lúc có đến 7 đội tham dự, được xem như Giải vô địch bóng đá Đông Nam Á (AFF Cup) thu nhỏ.
Việt Nam đã được mời tham dự bóng đá Cúp Nhà vua năm 2006 và đoạt hạng 2. Và cũng từng đoạt 1 huy chương vàng Cầu mây tại giải Cúp Nhà vua thứ 23 năm 2008 (Lê Tiến Dũng), nhiều lần được huy chương bạc.